# Korngallmygga
Korngallmygga (Mayetiola destructor) är en tvåvingeart som först beskrevs av Thomas Say 1817. Arten har på svenska även kallats hessisk fluga. Arten ingår i släktet Mayetiola och familjen gallmyggor.

## Bildgalleri

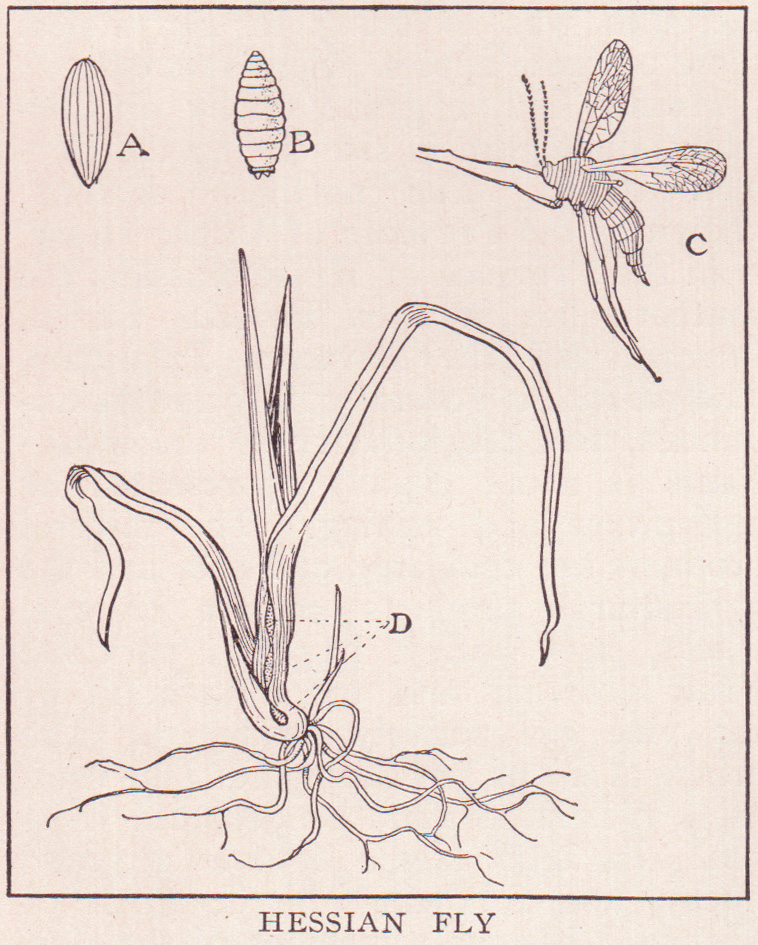
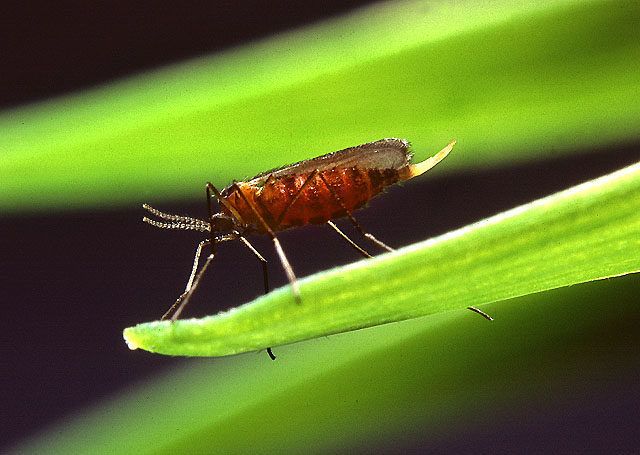